# Reinier Honig
Reinier Honig (* 28. Oktober 1983 in Heemskerk) ist ein niederländischer Radrennfahrer, der auf Bahn- und Straße aktiv ist.

## Karriere
Reinier Honig wurde im Jahr 2000 niederländischer Juniorenmeister im Straßenrennen, im Jahr darauf verteidigte er seinen Titel. Außerdem gewann er eine Etappe bei den Heuvelland Tweedaagse sowie eine Etappe und die Gesamtwertung der Münsterland Tour der Junioren.
2002 begann Honig bei dem Radsportteam Bert Story-Piels. In seinem zweiten Jahr dort gewann er den Grand Prix Claude Criquielion und eine Etappe der Tour de Gironde. 2004 war er beim Classic 2000 Borculo erfolgreich. Ab 2006 fuhr er für das niederländische Continental Team Fondas-P3Transfer. 2005 bis 2008 wurde er viermal in Folge nationaler Meister der Steher.
2017 wurde Honig zum fünften Mal niederländischer Steher-Meister, im Sportpaleis Alkmaar hinter Jos Pronk. Gemeinsam starteten die beiden Sportler bei den Bahneuropameisterschaften in Berlin; da der niederländische Radsportverband KNWU seine Teilnahme nicht finanziell unterstützte, war ihm dies nur mit einer Crowdfunding-Aktion möglich. Gemeinsam mit seinem Schrittmacher Jos Pronk errang er die Silbermedaille. 2018 und 2019 holten Honig und Pronk erneut gemeinsam den nationalen Titel. 2019 wurde Honig hinter Pronk Europameister der Steher, 2023 konnten die beiden Sportler diesen Erfolg wiederholen.

## Erfolge

### Straße
1999
- Niederländischer Jugend-Meister – Straßenrennen

2000
- Niederländischer Junioren-Meister – Straßenrennen

2001
- Niederländischer Junioren-Meister – Straßenrennen

2003
- eine Etappe Tour de Gironde

2008
- Circuito de Getxo

2019
- eine Etappe Vuelta a Costa Rica

### Bahn
1999
- Niederländischer Jugend-Meister – Omnium

2005
- Niederländischer Meister – Steher (hinter Sam Mooij)

2006
- Niederländischer Meister – Steher (hinter Sam Mooij)

2007
- Niederländischer Meister – Steher (hinter Bruno Walrave)

2008
- Niederländischer Meister – Steher (hinter Bruno Walrave)

2017
- Europameisterschaft – Steherrennen (hinter Jos Pronk)
- Niederländischer Meister – Steher (hinter Jos Pronk)

2018
- Europameisterschaft – Steherrennen (hinter Jos Pronk)
- Niederländischer Meister – Steher (hinter Jos Pronk)

2019
- Niederländischer Meister – Steher (hinter Jos Pronk)
- Europameisterschaft – Steherrennen (hinter Jos Pronk)

2020
- Niederländischer Meister – Steher (hinter Jos Pronk)

2022
- Niederländischer Meister – Steher (hinter Jos Pronk)

2023
- Europameisterschaft – Steherrennen (hinter Jos Pronk)

2024
- Niederländischer Meister – Steher (hinter Jos Pronk)

## Teams
- 2002–2005 Bert Story-Piels
- 2006–2009 P3Transfer / Fondas / Vacansoleil
- 2010 Acqua & Sapone-D’Angelo & Antenucci
- 2011–2013 Landbouwcredit / Crelan-Euphony
- 2014 Math Salden Limburg (bis 7. April 2014)
- 2014 Team Vorarlberg (ab 8. April 2014)
- 2015–2016 Roompot Oranje Peloton
- 2017 Team Vorarlberg
- 2021 Start Cycling Team
- 2022 China Glory Continental Cycling Team